# Induktion (medicin)
Induktion inom medicin och cellbiologi innebär att det sker en uppreglering av enzym genom att en viss substans tillförs. Enzym kan induceras på många sätt, exempelvis genom receptorer på cellmembranet, intracellulära receptorer och genom att genuttrycket förändras i cellkärnan vilket bildar fler receptorer och enzymer.

## Exempel
När man regelbundet tillför en toxisk substans, exempelvis alkohol kan kroppen svara med att öka produktionen av det nedbrytande enzym som behövs för att bryta ner substansen (alkoholdehydrogenas). Med andra ord sker tillvänjning och de som dricker alkohol regelbundet kan tolerera en större mängd än de som inte dricker alkohol regelbundet.